# Copa EuroAmericana
A Copa Euroamericana foi um torneio amistoso de futebol masculino criado pela DirecTV que ocorreu na América do Sul. Na primeira edição participaram apenas clubes da CONMEBOL e UEFA, já no ano seguinte foram incluídos também clubes da CONCACAF.

## Formato
Todos os jogos são disputados dentro das regras do futebol. Em caso de empate após os 90 minutos, é disputado um prolongamento em duas partes de 15 minutos cada, e se continuar empatado, o vencedor será definido através de disputa de grandes penalidades. A federação da equipe vencedora de cada jogo é premiado com um ponto, e a federação com maior número de pontos será a vencedora.

## Troféu
A equipa vencedora de cada jogo do torneio recebeu uma réplica do troféu. No jogo final da competição, a equipa que representa o continente vencedor, ganhou o troféu original.
O Troféu James & Thomas Hogg, desenhado pela artista chileno-brasileira Carina Oliveira e esculpido pela escultora argentina Natalie Wiber, foi inspirado no logotipo da competição e no simbolismo da rivalidade da histórica entre Europa e América no futebol, que remonta ao Jogos Olímpicos de Paris de 1924.
O nome é uma homenagem aos irmãos James e Thomas Hogg, que em 1867 lideraram um grupo de sócios que resolveram convidar, através de um anúncio no jornal The Standard, para uma reunião a fim de impulsionar a prática do futebol. Este facto é considerado como a introdução do futebol no Continente Americano.

## Campeões parciais
Na Copa EuroAmericana se disputam diferentes jogos, em cada disputa o vencedor da partida recebe um troféu alusivo à vitória, patrocinado pelo DirecTV.

### Vencedores (Troféu DIRECTV)
| Edição                     | Jogo | Local                         | Data                | Campeão                |
| -------------------------- | ---- | ----------------------------- | ------------------- | ---------------------- |
| Copa EuroAmericana de 2013 | 1    | Santiago, Chile               | 20 de julho de 2013 | Sevilla                |
| Copa EuroAmericana de 2013 | 2    | Puerto la Cruz, Venezuela     | 21 de julho de 2013 | Porto                  |
| Copa EuroAmericana de 2013 | 3    | Medellín, Colombia            | 23 de julho de 2013 | Atlético Nacional      |
| Copa EuroAmericana de 2013 | 4    | Bogotá, Colombia              | 24 de julho de 2013 | Porto                  |
| Copa EuroAmericana de 2013 | 5    | Guayaquil, Ecuador            | 26 de julho de 2013 | Sevilla                |
| Copa EuroAmericana de 2013 | 6    | La Plata, Argentina           | 27 de julho de 2013 | Estudiantes            |
| Copa EuroAmericana de 2013 | 7    | Lima, Perú                    | 31 de julho de 2013 | Atlético de Madrid     |
| Copa EuroAmericana de 2013 | 8    | Montevideo, Uruguay           | 4 de agosto de 2013 | Atlético de Madrid     |
|                            |      |                               |                     |                        |
| Copa EuroAmericana de 2014 | 1    | Barranquilla, Colombia        | 20 de julho de 2014 | Monaco                 |
| Copa EuroAmericana de 2014 | 2    | Miami, Estados Unidos         | 23 de julho de 2014 | Monaco                 |
| Copa EuroAmericana de 2014 | 3    | La Plata, Argentina           | 26 de julho de 2014 | Fiorentina             |
| Copa EuroAmericana de 2014 | 4    | Lima, Perú                    | 26 de julho de 2014 | Alianza Lima           |
| Copa EuroAmericana de 2014 | 5    | São Francisco, Estados Unidos | 27 de julho de 2014 | Atlético de Madrid     |
| Copa EuroAmericana de 2014 | 6    | Santiago, Chile               | 29 de julho de 2014 | Universidad Católica   |
| Copa EuroAmericana de 2014 | 7    | Cidade do México, México      | 30 de julho de 2014 | América                |
| Copa EuroAmericana de 2014 | 8    | São Paulo, Brasil             | 30 de julho de 2014 | Palmeiras              |
| Copa EuroAmericana de 2014 | 9    | Lima, Perú                    | 2 de agosto de 2014 | Fiorentina             |
|                            |      |                               |                     |                        |
| Copa EuroAmericana de 2015 | 1    | Palmira, Colômbia             | 26 de julho de 2015 | Deportivo Cali         |
| Copa EuroAmericana de 2015 | 2    | Guayaquil, Equador            | 28 de julho de 2015 | Barcelona de Guayaquil |
| Copa EuroAmericana de 2015 | 3    | Buenos Aires, Argentina       | 30 de julho de 2015 | San Lorenzo            |
| Copa EuroAmericana de 2015 | 4    | Montevidéu, Uruguai           | 1 de agosto de 2015 | Málaga                 |

### Títulos
| Troféus | Equipe                 | Continente       |
| ------- | ---------------------- | ---------------- |
| 3       | Atlético de Madrid     | Europa           |
| 2       | Fiorentina             | Europa           |
| 2       | Monaco                 | Europa           |
| 2       | Porto                  | Europa           |
| 2       | Sevilla                | Europa           |
| 1       | Alianza Lima           | América do Sul   |
| 1       | América                | América do Norte |
| 1       | Atlético Nacional      | América do Sul   |
| 1       | Barcelona de Guayaquil | América do Sul   |
| 1       | Deportivo Cali         | América do Sul   |
| 1       | Estudiantes            | América do Sul   |
| 1       | Málaga                 | Europa           |
| 1       | Palmeiras              | América do Sul   |
| 1       | San Lorenzo            | América do Sul   |
| 1       | Universidad Católica   | América do Sul   |